# 上志比インターチェンジ
上志比インターチェンジ（かみしひインターチェンジ）は、福井県吉田郡永平寺町牧福島にある中部縦貫自動車道（永平寺大野道路）のインターチェンジ (IC) である。

## 道路
- E67 中部縦貫自動車道（永平寺大野道路）

## 接続する道路
- 国道416号 - 勝山市方面、国道364号（谷口バイパス） 永平寺IC方面

## 歴史
- 2009年（平成21年）3月28日 : 勝山IC - 上志比IC間開通に伴い供用開始。
- 2017年（平成29年）7月8日 : 上志比IC - 永平寺IC間開通[1]。

## 周辺
- 道の駅禅の里 - 出口信号を直進約1.5 km
- えちぜん鉄道勝山永平寺線 - 山王駅との間は約1 km

## 隣
E67 中部縦貫自動車道（永平寺大野道路）
勝山IC - 上志比IC - 永平寺IC